# Patsy Fagan
Patrick Joseph „Patsy“ Fagan (* 15. Januar 1951 in Dublin) ist ein ehemaliger irischer Snookerspieler.

## Karriere
Im Alter von 12 Jahren lernte Fagan das Snookerspiel durch seinen Bruder kennen, der ihn mit in den heimischen Snooker-Club in Dún Laoghaire nahm. Bereits im Alter von 15 Jahren gelangen ihm dort seine ersten Century-Breaks. Sein erstes Maximum Break gelang ihm an seinem 25. Geburtstag.
Einer seiner ersten Erfolge war der zweite Platz bei der English Amateur Championship 1974, wo er sich erst im Finale gegen Ray Edmonds geschlagen geben musste. Zwei Jahre später stellte er beim gleichen Turnier ein Rekord-Break von 115 auf und entschloss sich deshalb, obwohl er das Finale in diesem Jahr nicht erreichte, Snooker professionell zu spielen.
Seinen größten Erfolg hatte er bei der damals erstmals stattfindenden UK Championship 1977, bei der er Doug Mountjoy im Finale mit 12:9 besiegte. Im selben Jahr gewann er auch den Dry Blackthorn Cup und erreichte ein Jahr später das Viertelfinale der Snookerweltmeisterschaft 1978. Durch diese Leistungen erreichte er in der Snooker-Saison 1978/79 den 11. Platz. 1979 und 1981 wurde er jeweils Zweitplatzierter bei der Irish Professional Championship.
In der Snooker-Saison 1988/89 gelang es ihm nicht, ein Match bei einem Weltranglistenturnier zu gewinnen, sodass er auf Platz 123 der Snookerweltrangliste zurückfiel. Zu dieser Zeit war die Weltrangliste auf 128 Spieler begrenzt. Die letzten 10 Spieler mussten gegen 10 Qualifikanten antreten. Patsy Fagan konnte seinen Platz dabei nicht behaupten und schied so aus dem professionellen Snookersport aus.
Später arbeitete Fagan als Snooker-Coach und trainierte unter anderem Alfie Burden.